# Tour de France 2016/15. Etappe
Die 15. Etappe der Tour de France 2016 wurde am 17. Juli 2016 ausgetragen. Sie führte über 160 Kilometer von Bourg-en-Bresse nach Culoz. Es gab zwei Bergwertungen der dritten Kategorie, eine Bergwertung der zweiten, zwei der ersten und eine der Hors Catégorie sowie einen Zwischensprint in Hauteville-Lompnes nach 71,5 Kilometern. Mit insgesamt sechs Bergwertungen und der Überfahrt des Col du Grand Colombier zählte die Etappe als Hochgebirgsetappe.

## Rennverlauf

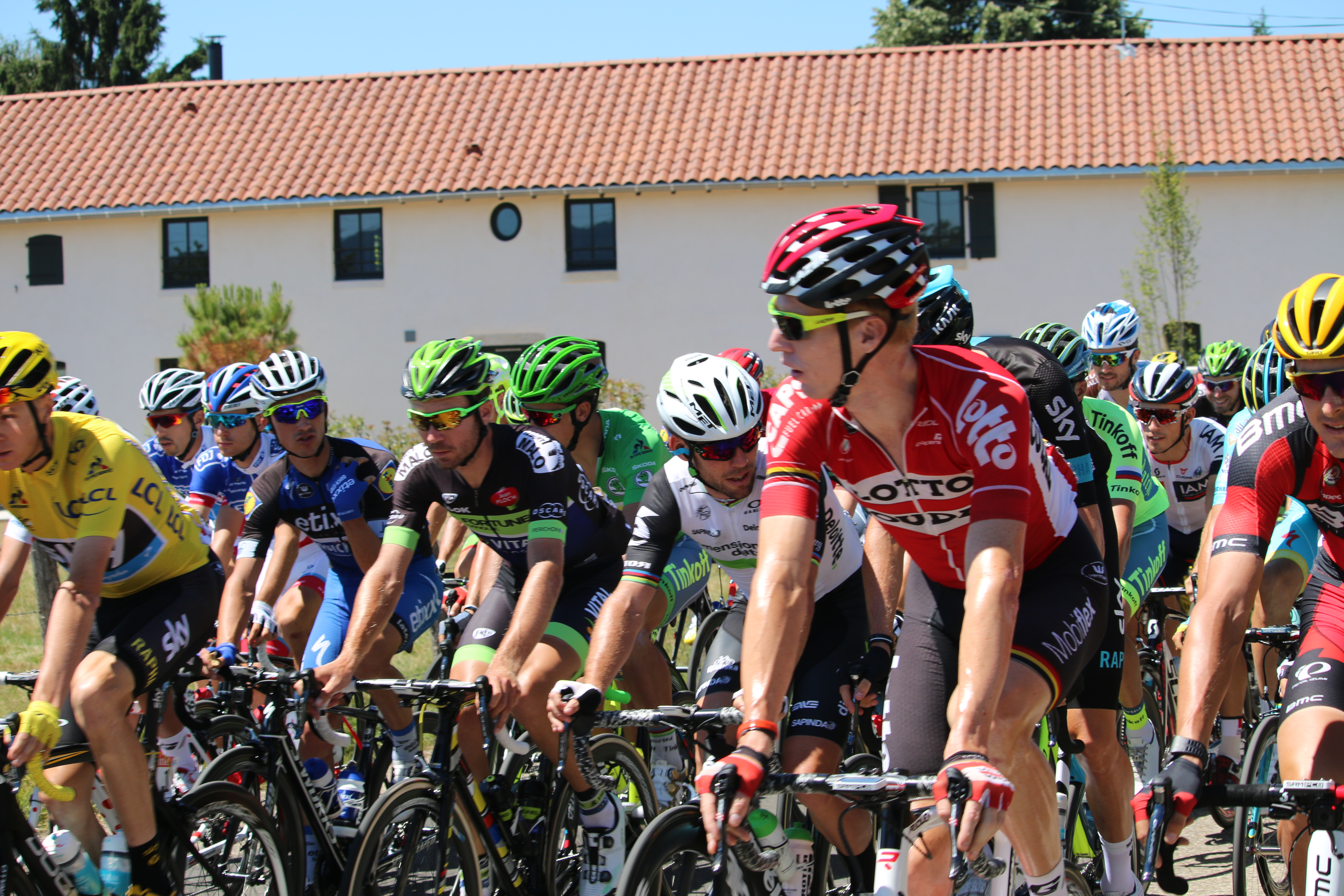
Das Peloton am Start

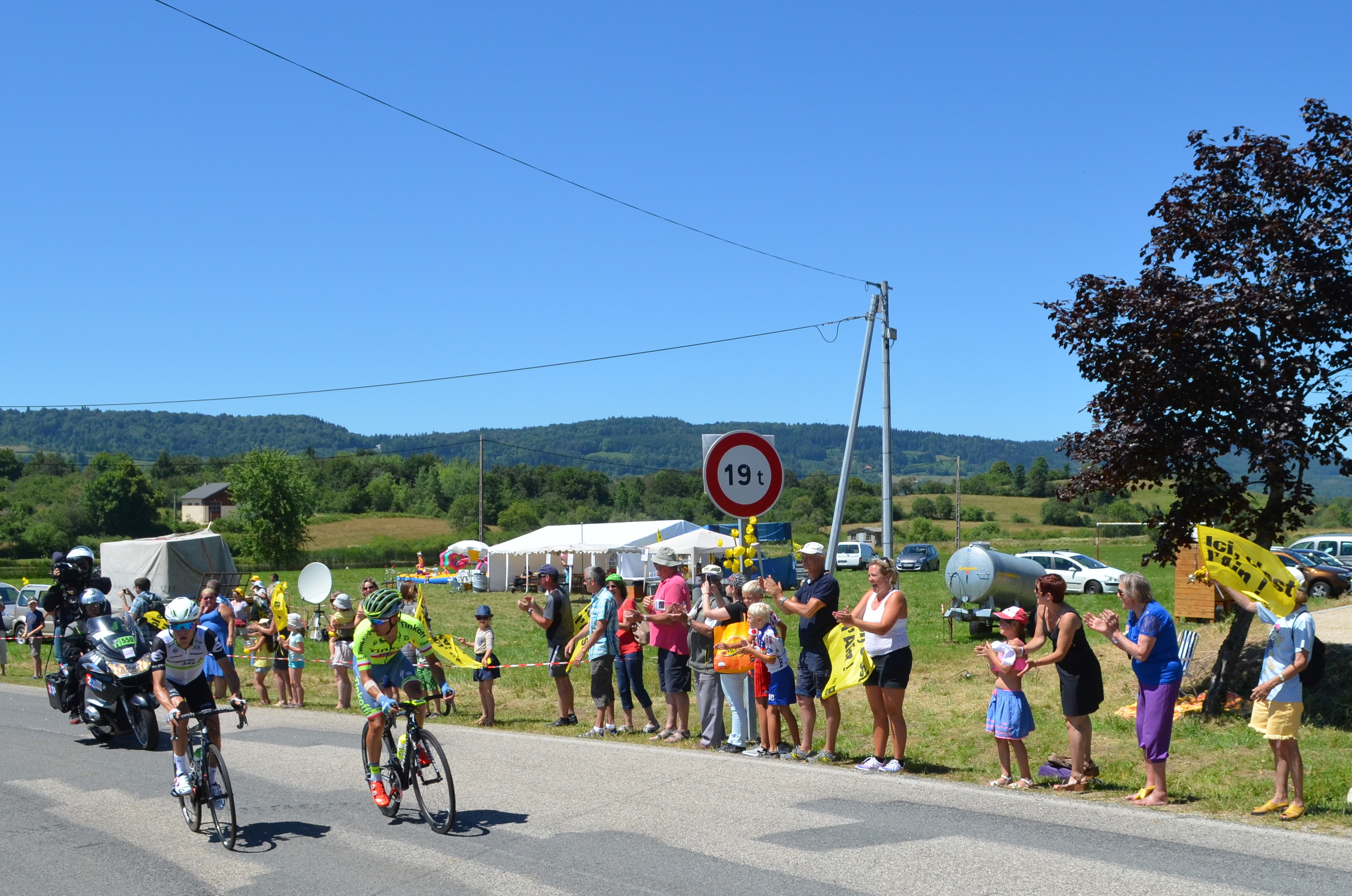
Majka und Pauwels allein in Front

Zu Beginn der Etappe gab es mehrere vom Feld neutralisierte Fluchtversuche. Am Anstieg zur ersten, nach 23 Kilometern abgenommenen, Bergwertung der 1. Kategorie konnte sich dann der Pole Rafał Majka (TNK) gemeinsam mit Ilnur Sakarin (KAT) absetzen. Majka gewann zehn Punkte in der Bergwertung hinzu und rückte bis auf drei Zähler an den bis dahin führenden Thomas De Gendt (LTS) heran. Danach konnten weitere Fahrer zu Majka und Sakarin aufschließen, sodass eine große Spitzengruppe aus 30 Fahrern entstand. Diese bestand aus: Julian Alaphilippe (EQS), Daniel Navarro (COF), Rubén Plaza (OBE), Dylan van Baarle, Tom Slagter, Pierre Rolland (alle drei CDT), Serge Pauwels (DDD), Tom Dumoulin (TGA), Steve Morabito, Sébastien Reichenbach (beide FDJ), Bartosz Huzarski (BOA), Alberto Losada, Ilnur Sakarin (beide KAT), George Bennett (TLJ), Haimar Zubeldia (TFS), Stef Clement, Jérôme Coppel, Jarlinson Pantano (alle drei IAM), Ion Izagirre, Nélson Oliveira (beide MOV), Tanel Kangert, Vincenzo Nibali (beide AST), Rafał Majka (TNK), Domenico Pozzovivo, Alexis Vuillermoz (beide ALM), Kristijan Đurasek, Tsgabu Grmay, Jan Polanc (alle drei LAM), Thomas Voeckler und Romain Sicard (beide DEN).
Am zweiten Anstieg nach 52 Kilometern attackierte Thomas Voeckler und holte sich fünf Bergpunkte, Majka wurde Zweiter am Col du Sappel und war damit punktgleich zu De Gendt. Nach der Abfahrt hatten die 30 Führenden bereits über sechs Minuten Vorsprung auf das Hauptfeld.
Es folgte der dritte Anstieg, als drittklassig kategorisiert, den Serge Pauwels vor Majka absolvierte. Die gleichen Platzierungen ergaben sich am etwa 15 Kilometer danach überquerten vergleichbar anspruchsvollen Col de la Rochette. Zwischenzeitlich hatten Pauwels und Majka versucht, sich abzusetzen, wurden aber im Zwischensprint, der nach 71,5 Kilometern abgenommen wurde, wieder gestellt.
Als Nächstes versuchte Dylan van Baarle eine Attacke. Ihm folgten Tom Dumoulin und etwas später Vincenzo Nibali. Van Baarle konnte das Tempo der beiden anderen nicht mitgehen und fiel schließlich auch hinter die übrigen Ausreißer zurück. Dumoulin lag etwa 20 Sekunden vor Nibali, zu dem auch Jarlinson Pantano und Domenico Pozzovivo aufgeschlossen hatten. Am Anstieg zum Col du Grand Colombier ließ sich Dumoulin zu seinen drei Verfolgern zurückfallen. Die verbliebenen Ausreißer konnten aber langsam wieder herankommen und so schloss sich die Spitzengruppe wieder zusammen. Einige Fahrer waren aber bereits zurückgefallen, darunter Coppel, Losada und Polanc.
Mehrere Attacken des Spaniers Daniel Navarro führten dazu, dass unter anderem Nibali und Dumoulin nicht mehr folgen konnten und so schließlich 13 Fahrer an der Spitze verblieben waren. Ilnur Sakarin und Rafał Majka, inzwischen im virtuellen Bergtrikot, setzten sich ab und fuhren bis zum Gipfel des Col du Grand Colombiers etwa eine Minute Vorsprung auf die Verfolger heraus. Dazwischen befand sich Julian Alaphilippe, der in der Abfahrt zu den beiden Führenden aufschließen konnte, während Sakarin dort Probleme hatte.
Die Abfahrt ermöglichte es zudem Jarlinson Pantano, den Anschluss an die Spitze wiederherzustellen, während Julian Alaphilippe durch einen Sturz in eine der hinteren Gruppen zurückfiel. Das Peloton fuhr ohne größere Aktionen über den Col du Grand Colombier und lag etwa 7:30 Minuten hinter den Spitzenreitern. Diese waren inzwischen in den Rundkurs dieser Etappe eingefahren, der sie noch einmal über den Colombier bringen sollte. In diesem Lacets du Grand Colombier genannten Anstieg konnte sich Majka von seinem einzigen verbliebenen Begleiter Pantano absetzen. Von hinten fuhren Sébastien Reichenbach und Alexis Vuillermoz wieder heran, konnten den Anschluss aber nicht ganz herstellen.
Im Feld der Favoriten attackierten Fabio Aru (AST), Alejandro Valverde (MOV) und Romain Bardet (ALM) erfolglos. Die Sky-Mannschaft um Chris Froome konnte alle entstehenden Lücken wieder schließen.
Wieder einmal gelang es Pantano in der Abfahrt, seine Siegchance zu wahren, in der er wieder zu Majka heranfahren konnte, der sich in einer Kurve versteuert hatte. Beide hatten drei Kilometer vor dem Ziel etwa 20 Sekunden Vorsprung auf Reichenbach und Vuillermoz. Den Etappensieg sicherte sich Pantano im Sprint vor Majka. Sechs Sekunden später kamen Vuillermoz und Reichenbach ins Ziel, danach folgte eine Gruppe mit Alaphilippe, Pauwels und Pierre Rolland. Als kämpferischster Fahrer der 15. Etappe wurde Majka ausgezeichnet.
In der Bergwertung setzte sich Rafał Majka mit 127 Punkten an die Spitze. Thomas De Gendt hatte als Zweitplatzierter dieser Wertung 37 Punkte weniger. Das Movistar-Team übernahm die Führung in der Mannschaftswertung vom BMC Racing Team, dessen Kapitän Tejay van Garderen etwa 1:30 Minuten auf die übrigen Favoriten verlor. Chris Froome führte das Gesamtklassement weiter mit 1:47 Minuten vor Bauke Mollema (TFS) an.

## Punktewertungen
| Zwischensprint in Hauteville-Lompnes nach 71,5 km auf 818 m |             |                         |         |
| 1.                                                          | Belgien     | Serge Pauwels (DDD)     | 20 Pkt. |
| 2.                                                          | Polen       | Rafał Majka (TNK)       | 17 Pkt. |
| 3.                                                          | Schweiz     | Steve Morabito (FDJ)    | 15 Pkt. |
| 4.                                                          | Niederlande | Stef Clement (IAM)      | 13 Pkt. |
| 5.                                                          | Polen       | Bartosz Huzarski (BOA)  | 11 Pkt. |
| 6.                                                          | Estland     | Tanel Kangert (AST)     | 10 Pkt. |
| 7.                                                          | Spanien     | Alberto Losada (KAT)    | 9 Pkt.  |
| 8.                                                          | Spanien     | Daniel Navarro (COF)    | 8 Pkt.  |
| 9.                                                          | Slowenien   | Jan Polanc (LAM)        | 7 Pkt.  |
| 10.                                                         | Niederlande | Tom-Jelte Slagter (CDT) | 6 Pkt.  |
| 11.                                                         | Spanien     | Haimar Zubeldia (TFS)   | 5 Pkt.  |
| 12.                                                         | Frankreich  | Romain Sicard (DEN)     | 4 Pkt.  |
| 13.                                                         | Niederlande | Dylan van Baarle (CDT)  | 3 Pkt.  |
| 14.                                                         | Athiopien   | Tsgabu Grmay (LAM)      | 2 Pkt.  |
| 15.                                                         | Italien     | Vincenzo Nibali (AST)   | 1 Pkt.  |

| Etappenziel in Culoz nach 160 km auf 238 m |                        |                             |         |
| 1.                                         | Kolumbien              | Jarlinson Pantano (IAM)     | 20 Pkt. |
| 2.                                         | Polen                  | Rafał Majka (TNK)           | 17 Pkt. |
| 3.                                         | Frankreich             | Alexis Vuillermoz (ALM)     | 15 Pkt. |
| 4.                                         | Schweiz                | Sébastien Reichenbach (FDJ) | 13 Pkt. |
| 5.                                         | Frankreich             | Julian Alaphilippe (EQS)    | 1 Pkt.  |
| 6.                                         | Belgien                | Serge Pauwels (DDD)         | 10 Pkt. |
| 7.                                         | Frankreich             | Pierre Rolland (CDT)        | 9 Pkt.  |
| 8.                                         | Russland               | Ilnur Sakarin (KAT)         | 8 Pkt.  |
| 9.                                         | Spanien                | Daniel Navarro (COF)        | 7 Pkt.  |
| 10.                                        | Niederlande            | Tom Slagter (CDT)           | 6 Pkt.  |
| 11.                                        | Kroatien               | Kristijan Đurasek (LAM)     | 5 Pkt.  |
| 12.                                        | Polen                  | Bartosz Huzarski (BOA)      | 4 Pkt.  |
| 13.                                        | Niederlande            | Wout Poels (SKY)            | 3 Pkt.  |
| 14.                                        | Vereinigtes Konigreich | Chris Froome (SKY)          | 2 Pkt.  |
| 15.                                        | Kolumbien              | Nairo Quintana (MOV)        | 1 Pkt.  |

## Bergwertungen
| Col du Berthiand Kategorie 1 nach 23 km auf 780 m 6,0 km bei 8,1 % |             |                       |         |
| 1.                                                                 | Polen       | Rafał Majka (TNK)     | 10 Pkt. |
| 2.                                                                 | Russland    | Ilnur Sakarin (KAT)   | 8 Pkt.  |
| 3.                                                                 | Belgien     | Serge Pauwels (DDD)   | 6 Pkt.  |
| 4.                                                                 | Italien     | Vincenzo Nibali (AST) | 4 Pkt.  |
| 5.                                                                 | Niederlande | Stef Clement (IAM)    | 2 Pkt.  |
| 6.                                                                 | Portugal    | Nélson Oliveira (MOV) | 1 Pkt.  |

| Col du Sappel Kategorie 2 nach 52 km auf 794 m 8,8 km bei 5,6 % |            |                       |        |
| 1.                                                              | Frankreich | Thomas Voeckler (DEN) | 5 Pkt. |
| 2.                                                              | Polen      | Rafał Majka (TNK)     | 3 Pkt. |
| 3.                                                              | Belgien    | Serge Pauwels (DDD)   | 2 Pkt. |
| 4.                                                              | Spanien    | Daniel Navarro (COF)  | 1 Pkt. |

| Col de Pisseloup Kategorie 3 nach 63,5 km auf 968 m 4,9 km bei 5,8 % |         |                     |        |
| 1.                                                                   | Belgien | Serge Pauwels (DDD) | 2 Pkt. |
| 2.                                                                   | Polen   | Rafał Majka (TNK)   | 1 Pkt. |

| Col de la Rochette Kategorie 3 nach 79 km auf 1113 m 5,1 km bei 5,4 % |         |                     |        |
| 1.                                                                    | Belgien | Serge Pauwels (DDD) | 2 Pkt. |
| 2.                                                                    | Polen   | Rafał Majka (TNK)   | 1 Pkt. |

| Col du Grand Colombier Kategorie HC nach 113 km auf 1501 m 12,8 km bei 6,8 % |            |                             |         |
| 1.                                                                           | Polen      | Rafał Majka (TNK)           | 25 Pkt. |
| 2.                                                                           | Russland   | Ilnur Sakarin (KAT)         | 20 Pkt. |
| 3.                                                                           | Frankreich | Julian Alaphilippe (EQS)    | 16 Pkt. |
| 4.                                                                           | Kolumbien  | Jarlinson Pantano (IAM)     | 14 Pkt. |
| 5.                                                                           | Schweiz    | Sébastien Reichenbach (FDJ) | 12 Pkt. |
| 6.                                                                           | Frankreich | Alexis Vuillermoz (ALM)     | 10 Pkt. |
| 7.                                                                           | Belgien    | Serge Pauwels (DDD)         | 8 Pkt.  |
| 8.                                                                           | Kroatien   | Kristijan Đurasek (LAM)     | 6 Pkt.  |
| 9.                                                                           | Polen      | Bartosz Huzarski (BOA)      | 4 Pkt.  |
| 10.                                                                          | Italien    | Domenico Pozzovivo (ALM)    | 2 Pkt.  |

| Lacets du Grand Colombier Kategorie 1 nach 146 km auf 891 m 8,4 km bei 7,6 % |            |                             |         |
| 1.                                                                           | Polen      | Rafał Majka (TNK)           | 10 Pkt. |
| 2.                                                                           | Kolumbien  | Jarlinson Pantano (IAM)     | 8 Pkt.  |
| 3.                                                                           | Schweiz    | Sébastien Reichenbach (FDJ) | 6 Pkt.  |
| 4.                                                                           | Frankreich | Alexis Vuillermoz (ALM)     | 4 Pkt.  |
| 5.                                                                           | Belgien    | Serge Pauwels (DDD)         | 2 Pkt.  |
| 6.                                                                           | Frankreich | Pierre Rolland (CDT)        | 1 Pkt.  |

## Aufgaben
- Jens Debusschere (LTS): Nicht zur Etappe angetreten
- Jesús Herrada (MOV): Aufgabe während der Etappe